# Professional'nyj Basketbol'nyj klub Lokomotiv Kuban' 2015-2016
Questa voce raccoglie le informazioni riguardanti il Professional'nyj Basketbol'nyj klub Lokomotiv Kuban' nelle competizioni ufficiali della stagione 2015-2016.

## Stagione
La stagione 2015-2016 del Professional'nyj Basketbol'nyj klub Lokomotiv Kuban' è la 19ª nel massimo campionato russo di pallacanestro, la VTB United League.

## Roster
Aggiornato al 12 luglio 2019
| Lokomotiv Kuban Krasnodar 2015-16 | Lokomotiv Kuban Krasnodar 2015-16 |
| Giocatori                         | Staff tecnico                     |
| --------------------------------- | --------------------------------- |

| N. | Naz.                                        | Ruolo | Nome               | Anno | Alt.   | Peso   |  |
| -- | ------------------------------------------- | ----- | ------------------ | ---- | ------ | ------ |  |
| 0  | Stati Uniti (bandiera)                      | P     | Malcolm Delaney    | 1989 | 191 cm | 86 kg  |  |
| 1  | Stati Uniti (bandiera)                      | AC    | Chris Singleton    | 1989 | 206 cm | 108 kg |  |
| 3  | Stati Uniti (bandiera)                      | AG    | Anthony Randolph   | 1989 | 211 cm | 102 kg |  |
| 4  | Stati Uniti (bandiera) · Croazia (bandiera) | P     | Dontaye Draper     | 1984 | 181 cm | 82 kg  |  |
| 5  | Russia (bandiera)                           | C     | Igor' Kanygin      | 1994 | 207 cm | 110 kg |  |
| 9  | Spagna (bandiera)                           | A     | Víctor Claver      | 1988 | 208 cm | 107 kg |  |
| 10 | Russia (bandiera)                           | G     | Sergej Bykov (C)   | 1983 | 190 cm | 90 kg  |  |
| 12 | Stati Uniti (bandiera)                      | G     | Matt Janning       | 1988 | 193 cm | 88 kg  |  |
| 14 | Russia (bandiera)                           | AP    | Aleksej Zozulin    | 1983 | 199 cm | 100 kg |  |
| 15 | Russia (bandiera)                           | G     | Maksim Koljuškin   | 1990 | 192 cm | 78 kg  |  |
| 17 | Russia (bandiera)                           | AG    | Nikita Balašov     | 1991 | 207 cm | 90 kg  |  |
| 18 | Russia (bandiera)                           | G     | Evgenij Voronov    | 1986 | 194 cm | 95 kg  |  |
| 20 | Russia (bandiera)                           | A     | Andrej Zubkov      | 1991 | 206 cm | 100 kg |  |
| 21 | Russia (bandiera)                           | C     | Grigorij Šuchovcov | 1983 | 211 cm | 102 kg |  |
| 27 | Russia (bandiera)                           | AG    | Nikita Zverev      | 1994 | 208 cm | 102 kg |  |
| 44 | Ucraina (bandiera)                          | C     | Kyrylo Fesenko     | 1986 | 216 cm | 130 kg |  |
| 45 | Australia (bandiera)                        | AP    | Ryan Broekhoff     | 1990 | 198 cm | 98 kg  |  |

| Allenatore                                                                                              |
| - Giōrgos Mpartzōkas                                                                                    |
| Assistente/i                                                                                            |
| - Saša Grujić - Giōrgos Mpozikas - Chrīstos Pappas Legenda - (C) Capitano - (IN) Inattivo - Infortunato |

## Mercato

### Sessione estiva
| Acquisti | Acquisti           | Acquisti        | Acquisti   | Acquisti |
| R.a      | Nome               | da              | Modalità   |          |
| -------- | ------------------ | --------------- | ---------- | -------- |
| P        | Dontaye Draper     | Anadolu Efes    | definitivo |          |
| C        | Kyrylo Fesenko     | Avtodor Saratov | definitivo |          |
| AP       | Aleksej Zozulin    | CSKA Mosca      | definitivo |          |
| AC       | Chris Singleton    | Oklahoma Blue   | definitivo |          |
| A        | Víctor Claver      | Saski Baskonia  | definitivo |          |
| G        | Sergej Bykov       | UNICS Kazan'    | definitivo |          |
| AP       | Ryan Broekhoff     | Beşiktaş        | definitivo |          |
| C        | Grigorij Šuchovcov |                 | definitivo |          |

| Cessioni | Cessioni          | Cessioni        | Cessioni       | Cessioni |
| R.       | Nome              | a               | Modalità       |          |
| -------- | ----------------- | --------------- | -------------- | -------- |
| G        | Maksim Grigor'ev  | Nižnij Novgorod | fine contratto |          |
| AG       | Derrick Brown     | Anadolu Efes    | fine contratto |          |
| AG       | Richard Hendrix   | Málaga          | rescissione    |          |
| C        | Aleksej Žukanenko | Astana          | fine contratto |          |
| A        | Nikita Kurbanov   | CSKA Mosca      | fine contratto |          |
| AP       | Krunoslav Simon   | Olimpia Milano  | fine contratto |          |

### Dopo l'inizio della stagione
| Acquisti | Acquisti     | Acquisti       | Acquisti        | Acquisti   |
| R.       | Nome         | da             | Data            | Modalità   |
| -------- | ------------ | -------------- | --------------- | ---------- |
| G        | Matt Janning | H. Gerusalemme | 9 febbraio 2016 | definitivo |

| Cessioni | Cessioni        | Cessioni         | Cessioni         | Cessioni    |
| R.       | Nome            | a                | Data             | Modalità    |
| -------- | --------------- | ---------------- | ---------------- | ----------- |
| AP       | Aleksej Zozulin | Krasnyj Oktjabr' | 25 dicembre 2015 | rescissione |
| C        | Kyrylo Fesenko  | Pall. Cantù      | 5 gennaio 2016   | rescissione |